# Ichi-no-miya
Pour les articles homonymes, voir Ichinomiya (homonymie).

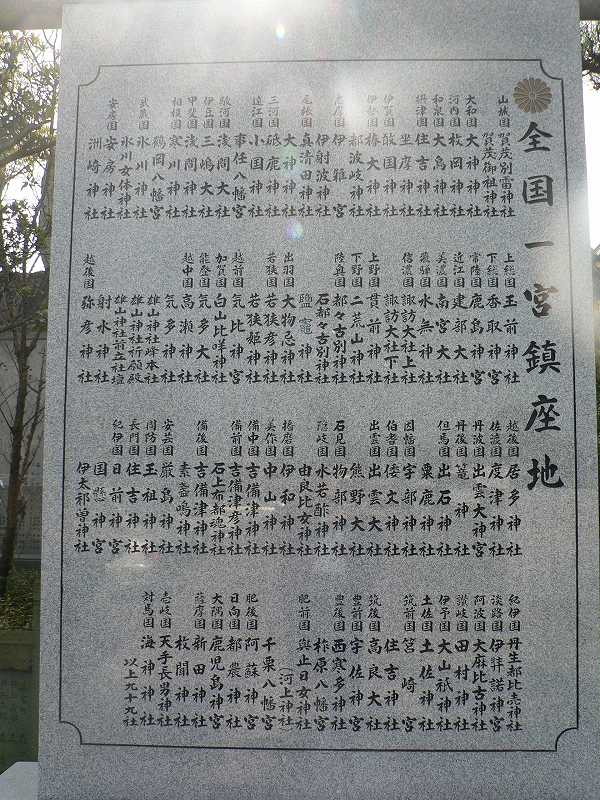
Pierre commémorative au Tamura-jinja portant la liste de tous les ichi-no-miya.

Le terme ichi-no-miya 一宮, 一の宮, 一之宮, littéralement : « premier sanctuaire ») désigne les sanctuaires shinto principaux des anciennes provinces du Japon.
La première mention fiable du terme ichi-no-miya dans ce sens se trouve dans le Konjaku Monogatarishū du début du XIIe siècle. Cependant, c'est en 1915 qu'est trouvé au Shitori-jinja (aussi appelé Shidori-jinja) de Yurihama (préfecture de Tottori) une cuve cylindrique dans laquelle est gravé le terme en date de 1103. Selon la province, il y avait à côté du « premier sanctuaire » un « deuxième sanctuaire » (二宮, ni-no-miya), un « troisième sanctuaire » (三宮, san-no-miya), etc..
On ne sait si ces classifications sont dues à l'initiative des gouverneurs provinciaux respectifs (kokushi), ou s'il s'agit de la reprise d'une classification existant auprès de la population, car chacun des sanctuaires les plus visités a été nommé ichi-no-miya,. Il semble cependant que les gouverneurs des provinces ont pris ces sanctuaires pour leurs devoirs rituels, ce qui explique pourquoi ils sont parfois confondus avec les sōja apparus à la même époque et dans lesquels, pour la commodité des gouverneurs de province, tous les dieux adorés dans une province donnée sont vénérés ensemble,.
Une autre hiérarchie de sanctuaires existe auparavant avec les vingt-deux sanctuaires. Il existe toutefois une importante différence en ce que ces derniers sont développés par la cour impériale et comprennent donc principalement les sanctuaires de la région de la capitale (Kinki), ce qui n'exclut pas la possibilité que les ichi-no-miya et les sōja sont issus de ce courant.
Les noms ichi-no-miya ou ni-no-miya, etc., se retrouvent aujourd'hui dans de nombreux noms de lieux, comme dans les villes de Ichinomiya dans les préfectures d'Aichi, de Chiba, de Gunma. etc.

## Liste
| Region        | Province   | Premier sanctuaire            | Premier sanctuaire     | Ville/district actuels, préfecture     |
| Region        | Province   | Transcription                 | Kanji                  | Ville/district actuels, préfecture     |
| ------------- | ---------- | ----------------------------- | ---------------------- | -------------------------------------- |
| Kínai         | Yamashiro  | Kamo-jinja                    | 賀茂神社               | Kyōto, Kyōto                           |
| Kínai         | Yamato     | Ōmiwa-jinja                   | 大神神社               | Sakurai, Nara                          |
| Kínai         | Kawachi    | Hiraoka-jinja                 | 枚岡神社               | Higashiōsaka, Ōsaka                    |
| Kínai         | Izumi      | Ōtori-jinja                   | 大鳥大社               | Sakai, Ōsaka                           |
| Kínai         | Settsu     | Sumiyoshi-taisha              | 住吉大社               | Ōsaka, Ōsaka                           |
| Tōkaidō       | Iga        | Aekuni-jinja                  | 敢国神社               | Iga, Mie                               |
| Tōkaidō       | Ise        | Tsubakiōkami-yashiro          | 椿大神社               | Suzuka, Mie                            |
| Tōkaidō       | Ise        | (Tsubaki/Nakato-jinja)        | 都波岐神社・奈加等神社 | Suzuka, Mie                            |
| Tōkaidō       | Shima      | Izawa-no-miya                 | 伊雑宮                 | Shima, Mie                             |
| Tōkaidō       | Shima      | Izawa-jinja                   | 伊射波神社             | Toba, Mie                              |
| Tōkaidō       | Owari      | Masumida-jinja                | 真清田神社             | Ichinomiya, Aichi                      |
| Tōkaidō       | Mikawa     | Toga-jinja                    | 砥鹿神社               | Ichinomiya-chō, Toyokawa, Aichi        |
| Tōkaidō       | Tōtōmi     | (Kotonomama-hachimangū)       | 事任八幡宮             | Kakegawa, Shizuoka                     |
| Tōkaidō       | Tōtōmi     | Oguni-jinja                   | 小国神社               | Shūchi, Shizuoka                       |
| Tōkaidō       | Suruga     | Fujisan Hongū Sengen-taisha   | 浅間神社               | Fujinomiya, Shizuoka                   |
| Tōkaidō       | Izu        | Mishima-taisha                | 三嶋大社               | Mishima, Shizuoka                      |
| Tōkaidō       | Kai        | Asama-jinja                   | 浅間神社               | Ichinomiya-chō, Fuefuki, Yamanashi     |
| Tōkaidō       | Sagami     | Samukawa-jinja                | 寒川神社               | Kōza-gun, Kanagawa                     |
| Tōkaidō       | Musashi    | Hikawa-jinja                  | 氷川神社               | Ōmiya, Saitama                         |
| Tōkaidō       | Awa        | Awa-jinja                     | 安房神社               | Tateyama, Chiba                        |
| Tōkaidō       | Kazusa     | Tamasaki-jinja                | 玉前神社               | Ichinomiya, Chōsei-gun, Chiba          |
| Tōkaidō       | Shimōsa    | Katori-jingū                  | 香取神宮               | Katori, Chiba                          |
| Tōkaidō       | Hitachi    | Kashima-jingū                 | 鹿島神宮               | Kashima, Ibaraki                       |
| Tōsandō       | Ōmi        | Takebe-taisha                 | 建部大社               | Ōtsu, Shiga                            |
| Tōsandō       | Mino       | Nangū-taisha                  | 南宮大社               | District de Fuwa, Gifu                 |
| Tōsandō       | Hida       | Hida-Ichinomiya-Minashi-jinja | 飛騨一宮水無神社       | Takayama, Gifu                         |
| Tōsandō       | Shinano    | Suwa-taisha                   | 諏訪大社               | Suwa, Nagano                           |
| Tōsandō       | Kōzuke     | Ichinomiya-Nukisaki-jinja     | 一之宮貫前神社         | Tomioka, Gunma                         |
| Tōsandō       | Shimotsuke | Nikkō Futarasan-jinja         | 日光二荒山神社         | Nikkō, Tochigi                         |
| Tōsandō       | Shimotsuke | Utsunomiya Futarayama-jinja   | 宇都宮二荒山神社       | Utsunomiya, Tochigi                    |
| Tōsandō       | Mutsu      | Tsutsukowake-jinja            | 都都古和気神社         | District d'Higashishirakawa, Fukushima |
| Tōsandō       | Mutsu      | Shiogama-jinja                | 鹽竈神社               | Shiogama, Miyagi                       |
| Tōsandō       | Dewa       | Ōmonoimi-jinja                | 大物忌神社             | Akumi, Yamagata                        |
| Hokurikudō    | Wakasa     | Wakasahiko-jinja              | 若狭彦神社             | Obama, Fukui                           |
| Hokurikudō    | Echizen    | Kehi-jingū                    | 氣比神宮               | Tsuruga, Fukui                         |
| Hokurikudō    | Kaga       | Shirayamahime-jinja           | 白山比咩神社           | Hakusan, Ishikawa                      |
| Hokurikudō    | Noto       | Keta-taisha                   | 気多大社               | Hakui, Ishikawa                        |
| Hokurikudō    | Etchū      | Takase-jinja                  | 高瀬神社               | Nanto, Toyama                          |
| Hokurikudō    | Etchū      | Keta-jinja                    | 気多神社               | Takaoka, Toyama                        |
| Hokurikudō    | Etchū      | Oyama-jinja                   | 雄山神社               | District de Nakaniikawa, Toyama        |
| Hokurikudō    | Echigo     | Yahiko-jinja                  | 彌彦神社               | District de Nishikanbara, Niigata      |
| Hokurikudō    | Echigo     | Kota-jinja                    | 居多神社               | Jōetsu, Niigata                        |
| Hokurikudō    | Echigo     | Amatsu-jinja                  | 天津神社               | Itoigawa, Niigata                      |
| Hokurikudō    | Sado       | Watatsu-jinja                 | 度津神社               | Sado, Niigata                          |
| San’indō (ja) | Tamba      | Izumo-daijingū                | 出雲大神宮             | Kameoka, Kyōto                         |
| San’indō (ja) | Tango      | Kono-jinja                    | 籠神社                 | Miyazu, Kyōto                          |
| San’indō (ja) | Tajima     | Izushi-jinja                  | 出石神社               | Toyooka, Hyōgo                         |
| San’indō (ja) | Tajima     | Awaga-jinja                   | 粟鹿神社               | Asago, Hyōgo                           |
| San’indō (ja) | Inaba      | Ube-jinja                     | 宇倍神社               | Tottori, Tottori                       |
| San’indō (ja) | Hōki       | Shitori-jinja                 | 倭文神社               | District de Tōhaku                     |
| San’indō (ja) | Izumo      | Izumo-taisha                  | 出雲大社               | Izumo, Shimane                         |
| San’indō (ja) | Iwami      | Mononobe-jinja                | 物部神社               | Ōda, Shimane                           |
| San’indō (ja) | Oki        | Mizuwakasu-jinja              | 水若酢神社             | Oki-gun, Shimane                       |
| San’indō (ja) | Oki        | Yurahime-jinja                | 由良比女神社           | Oki-gun, Shimane                       |
| San'yōdō (en) | Harima     | Iwa-jinja                     | 伊和神社               | Ichinomiya-chō, Shisō, Hyōgo           |
| San'yōdō (en) | Mimasaka   | Nakayama-jinja                | 中山神社               | Ichinomiya, Tsuyama, Okayama           |
| San'yōdō (en) | Bizen      | Kibitsuhiko-jinja             | 吉備津彦神社           | Okayama, Okayama                       |
| San'yōdō (en) | Bitchū     | Kibitsu-jinja                 | 吉備津神社             | Okayama, Okayama                       |
| San'yōdō (en) | Bingo      | Kibitsu-jinja (Fukuyama)      | 吉備津神社             | Fukuyama, Hiroshima                    |
| San'yōdō (en) | Aki        | Itsukushima-jinja             | 厳島神社               | Hatsukaichi, Hiroshima                 |
| San'yōdō (en) | Suō        | Tamanoya-jinja                | 玉祖神社               | Hōfu, Yamaguchi                        |
| San'yōdō (en) | Nagato     | Sumiyoshi-jinja               | 住吉神社               | Shimonoseki, Yamaguchi                 |
| Nankaidō      | Kii        | Hinokuma/Kunikakasu-jingū     | 日前神宮・國懸神宮     | Wakayama, Wakayama                     |
| Nankaidō      | Awaji      | Izanagi-jinja                 | 伊弉諾神宮             | Awaji, Hyōgo                           |
| Nankaidō      | Awa        | Ōasahiko-jinja                | 大麻比古神社           | Naruto, Tokushima                      |
| Nankaidō      | Sanuki     | Tamura-jinja                  | 田村神社               | Takamatsu, Kagawa                      |
| Nankaidō      | Iyo        | Ōyamazumi-jinja               | 大山祇神社             | Imabari, Ehime                         |
| Nankaidō      | Tosa       | Tosa-jinja                    | 土佐神社               | Ikku (一宮), Kōchi, Kōchi              |
| Saikaidō      | Chikuzen   | Sumiyoshi-jinja               | 住吉神社               | Fukuoka, Fukuoka                       |
| Saikaidō      | Chikuzen   | Hakosaki-gū                   | 筥崎宮                 | Fukuoka, Fukuoka                       |
| Saikaidō      | Chikugo    | Kōra-taisha                   | 高良大社               | Kurume, Fukuoka                        |
| Saikaidō      | Buzen      | Usa Hachiman-gū               | 宇佐神宮               | Usa, Ōita                              |
| Saikaidō      | Bungo      | Sasamuta-jinja                | 西寒多神社             | Ōita, Ōita                             |
| Saikaidō      | Bungo      | Yusuhara Hachiman-gū          | 柞原八幡宮             | Ōita, Ōita                             |
| Saikaidō      | Hizen      | Kawakami-jinja                | 河上神社               | Saga, Saga                             |
| Saikaidō      | Hizen      | Chikuri-hachimangū            | 千栗八幡宮             | District de Miyaki, Saga               |
| Saikaidō      | Higo       | Aso-jinja                     | 阿蘇神社               | Ichinomiya-machi, Aso, Kumamoto        |
| Saikaidō      | Hyūga      | Tsuno-jinja                   | 都農神社               | Koyu, Miyazaki                         |
| Saikaidō      | Ōsumi      | Kagoshima-jingū               | 鹿児島神宮             | Kirishima, Kagoshima                   |
| Saikaidō      | Satsuma    | Hirakiki-jinja                | 枚聞神社               | Ibusuki, Kagoshima                     |
| Saikaidō      | Satsuma    | Nitta-hachimangū              | 新田八幡宮             | Satsumasendai, Kagoshima               |
| Saikaidō      | Iki        | Amanotanagao-jinja            | 天手長男神社           | Iki, Nagasaki                          |
| Saikaidō      | Tsushima   | Kaijin-jinja                  | 海神神社               | Tsushima, Nagasaki                     |